# Umberto Cosmo
(Umberto Cosmo al ministro Pietro Fedele, settembre 1926)
Umberto Cosmo (Vittorio Veneto, 5 giugno 1868 – Corio, 18 novembre 1944) è stato un critico letterario italiano, tra i maggiori studiosi di Dante. Antifascista, fu inviato al confino e privato dell'insegnamento.

## Biografia
Nato da Domenico Cosmo e Angelina Cortuso, si laureò in lettere nel 1889 all'Università di Padova. Diresse la Rassegna padovana di storia letteraria e di arte e collaborò al Giornale storico della letteratura italiana e al Giornale dantesco. Nel 1891 pubblicò i Primi saggi su Dante e nel 1896 Gli eroi dell'amore di Dio, su Francesco d'Assisi che fu, con Dante, la figura costante di tutti i suoi studi.
Cominciò a insegnare nella scuola media di Sciacca, passando poi al Liceo Dettori di Cagliari - e in questa città s'iscrisse, nel 1895, al Partito socialista - e poi a Terni, trasferendosi infine nel 1898 a Torino per insegnare italiano e latino al Liceo classico Gioberti e poi al Liceo classico Massimo d'Azeglio, dove ebbe allievi che saranno personaggi di rilievo nella cultura e nella politica italiana, come Piero Gobetti, Norberto Bobbio, Angelo Tasca, Umberto Terracini, Giulio Einaudi. Ottenuta nel 1904 la libera docenza in letteratura italiana, dal 1911 al 1913 tenne la cattedra che fu di Arturo Graf all'università torinese, e vi fu insegnante, tra gli altri, di Antonio Gramsci e di Palmiro Togliatti.
Fu contrario all'entrata in guerra dell'Italia nel conflitto mondiale e, intervenendo nelle polemiche suscitate dalla grave sconfitta di Caporetto con due articoli pubblicati su La Stampa nel marzo del 1918, individuò all'origine di quel disastro militare le incapacità dei comandi militari italiani. Fu accusato di disfattismo e denunciato dal suo collega d'università Vittorio Cian al Provveditorato agli Studi, che lo sospese per tre mesi dallo stipendio, e alla magistratura, che però lo mandò assolto.
Nell'occasione fu difeso da Croce e da Gramsci, che intervenne in suo favore con due articoli sull'Avanti!. Già da qualche tempo il Cosmo seguiva con interesse l'attività politica e giornalistica di Gramsci, al quale aveva proposto nel 1917 di scrivere un saggio su Machiavelli e nel 1918 di raccogliere in volume i suoi articoli pubblicati nell'edizione torinese dell'organo socialista. La proposta non andò a effetto, tanto più dopo l'attacco portato nel 1920 da Cosmo - che si era allontanato dal socialismo per aderire a un liberalismo progressista - alle posizioni politiche comuniste rappresentate dal settimanale L'Ordine Nuovo, fondato da Gramsci. Il suo ex-allievo replicò duramente, accomunando il professore «ai peggiori gazzettieri» dei quotidiani conservatori italiani: «seppi che egli si mise a piangere come un bambino e stette chiuso in casa per alcuni giorni. I nostri rapporti personalmente cordiali di maestro ed ex allievo si ruppero».
I loro rapporti si ricomposero nel 1922 quando Gramsci, di passaggio a Berlino, chiese di incontrare all'ambasciata italiana il Cosmo, allora segretario dell'ambasciatore Alfredo Frassati: «Cosmo discese di corsa le scale e mi si precipitò addosso, inondandomi di lacrime e di barba [...] Era in preda a una commozione che mi sbalordì, ma mi fece capire quanto dolore gli avessi procurato nel 1920 e come egli intendesse l'amicizia per i suoi allievi di scuola».
Con il primo governo Mussolini l'ambasciatore Frassati si dimise dal suo incarico e Cosmo tornò a insegnare nel Liceo D'Azeglio, sempre ammirato dai suoi allievi, come Norberto Bobbio: «Ci lesse il primo verso della Divina Commedia, e tutta la lezione fu dedicata al commento di quel solo verso, con tal dovizia di analisi filologiche, di raffronti testuali, di osservazioni biografiche, che ci parve di essere entrati in un altro mondo». Fu continuamente soggetto al controllo della polizia politica e venne allontanato dall'insegnamento nel 1926 «per incompatibilità fra il suo pensiero e quello del Partito», dovendo così limitarsi a impartire lezioni private, ma continuando i prediletti studi danteschi, che sfociarono nel 1930 nella pubblicazione della Vita di Dante.
Intanto, il 31 maggio 1929, Cosmo, con Franco Antonicelli, Ludovico Geymonat, Massimo Mila e altri, venne arrestato per aver inviato a Croce una lettera di solidarietà - intercettata dalla polizia - per essere stato definito da Mussolini «imboscato della storia» durante il dibattito in Senato sui Patti lateranensi, ai quali il filosofo si era opposto. Nella lettera, si dichiarava di guardare al Croce «come al solo che abbia levato la sua voce in nome di quella coscienza morale, la quale continua ora unicamente a volere la dolorosa conquista della propria libertà». Condannato a cinque anni di confino, fu inviato a Ustica il 16 luglio, ma il 25 agosto fu amnistiato.
Isolato dal regime fascista, continuò a lavorare sui suoi autori prediletti: nel 1936 pubblicò L'ultima ascesa. Introduzione alla lettura del Paradiso e nel 1941 ritornò su san Francesco nello scritto Con madonna Povertà. Durante l'ultima guerra si ritirò a Corio per sfuggire ai bombardamenti che devastavano Torino, mentre il figlio Giandomenico si dava alla lotta partigiana. Umberto Cosmo stava dando gli ultimi ritocchi alla sua Guida a Dante quando morì d'infarto alla falsa notizia della morte in combattimento del figlio.

## Scritti
- Primi saggi, Padova 1891.
- Gli eroi dell'amore di Dio, Verona-Padova 1896.
- Vita di Dante, Collana Biblioteca di Cultura Moderna, Bari, Laterza, 1930 - II ed. riveduta e accresciuta 1949; a cura di Bruno Maier, Nuova Italia, Firenze, 1965; Collana Ritratti, Castelvecchi, Roma, 2015, ISBN 978-88-69-44027-4.
- L'ultima ascesa. Introduzione alla lettura del "Paradiso", Bari, Laterza, 1936.
- Con Madonna Povertà. Studi francescani, Bari, Laterza, 1946.
- Con Dante attraverso il Seicento, Collana Biblioteca di Cultura Moderna n.412, Laterza, Bari, 1946; a cura di Bruno Maier, Collana Biblioteca di Studi Critici e Morali.Maestri e compagni n.38, La Nuova Italia, Firenze, 1973.
- Guida a Dante, introduzione di Franco Antonicelli, a cura di Federico Arese, Torino, De Silva 1947; a cura di Bruno Maier, Collana di Studi Critici e Morali, La Nuova Italia, Firenze, 1967.

### Opere curate
- Nicola Villani, Le osservazioni alla Divina Commedia di Dante Alighieri, Città di Castello, S. Lapi, 1894.
- Dante Alighieri, La Divina Commedia, 3 voll., note di Niccolò Tommaseo, introduzione di U. Cosmo, Collezione di Classici Italiani con note, Torino, UTET 1920-1922.
- Da Dante a Pontano. Saggi di prosa e poesia latina umanistica (con P. Gerosa), Torino, SEI, 1928.
- Dante Alighieri, La Divina Commedia nella figurazione artistica e nel secolare commento (con G. Biagi, G. L. Passerini, E. Rostagno), 3 voll., Torino, UTET 1924-1939.